# Antivaleria japonica
Antivaleria japonica là một loài bướm đêm trong họ Noctuidae.